# Jüdischer Friedhof (Edenkoben)

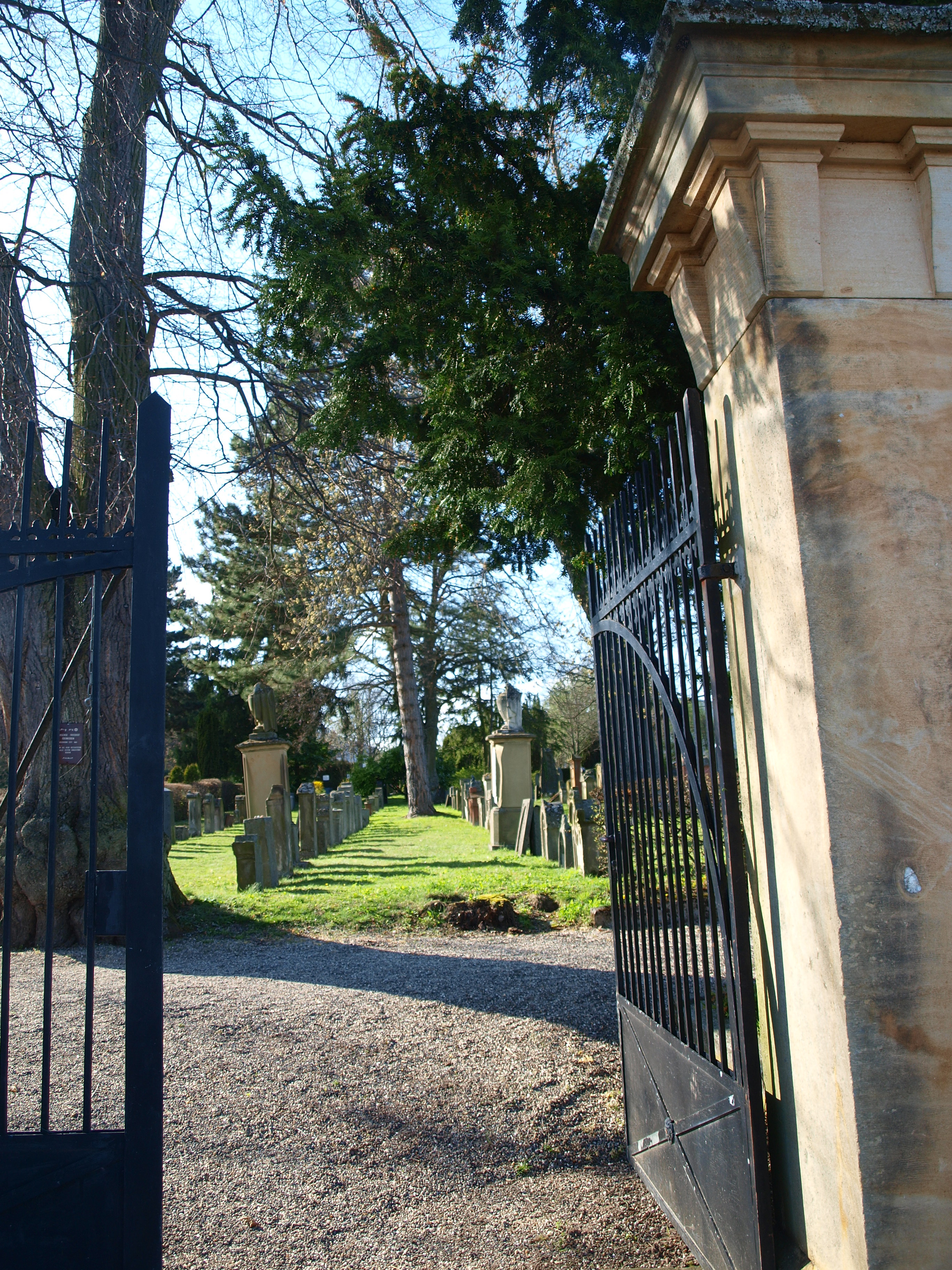
Jüdischer Friedhof Edenkoben, Blick durch den Friedhofseingang

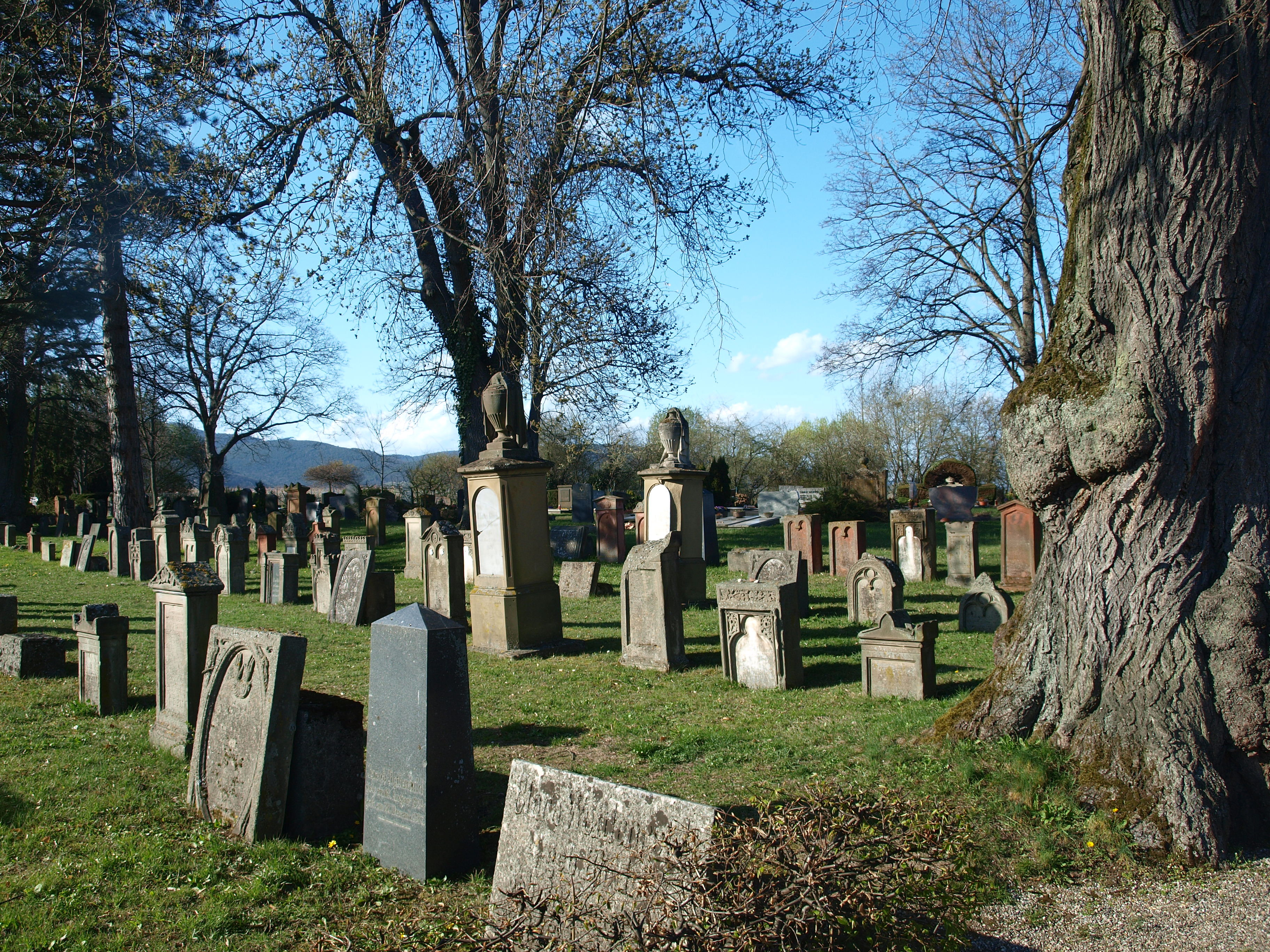
Jüdischer Friedhof Edenkoben

Der jüdische Friedhof in der Stadt Edenkoben im Landkreis Südliche Weinstraße in Rheinland-Pfalz ist ein geschütztes Kulturdenkmal. 
Der jüdische Friedhof liegt am nördlichen Stadtrand in Nachbarschaft zum christlichen Friedhof. Bis zum Jahr 1937 fanden 171 Beisetzungen statt.
Auf dem 1161 Quadratmeter großen Friedhof, der nach 1856 beim christlichen Friedhof eröffnet und um 1909/10 erweitert wurde, sind 142 Grabsteine erhalten. Die jüngsten stammen aus den Jahren 1939 und 1979. Zwei gründerzeitliche Stelen mit Urne stammen aus der Zeit um das Jahr 1900.
Vor der Anlage ihres eigenen Friedhofs bestatteten die Juden in Edenkoben ihre Toten auf dem alten jüdischen Friedhof in Essingen.